# Keeskopf
Der Keeskopf, ein Berg mit einer Höhe von 3081 m ü. A., liegt in der Schobergruppe der Hohen Tauern in Österreich. Der Gipfel befindet sich genau auf der Grenzlinie zwischen Osttirol und Kärnten.
Der Keeskopf wurde früher auch Steinkarspitze und im Gradental Seekopf genannt. Beim Anstieg zur Lienzer Hütte im Debanttal zeigt sich der Keeskopf als schön geformte Spitze, die nicht vermuten lässt, dass der Gipfel zu den leichtesten Dreitausendern der Schobergruppe zählt.
Bei klarem Wetter kann man vom Gipfel den beeindruckenden Ausblick zum Hochschober (3240 m ü. A.), den Namensgeber der Schobergruppe, sowie auf die/den Glödis (3206 m ü. A.), auch das „Matterhorn der Schobergruppe“ genannt, genießen. Der Blick zum Großglockner wird allerdings durch den Roten Knopf im Nordwesten verstellt.

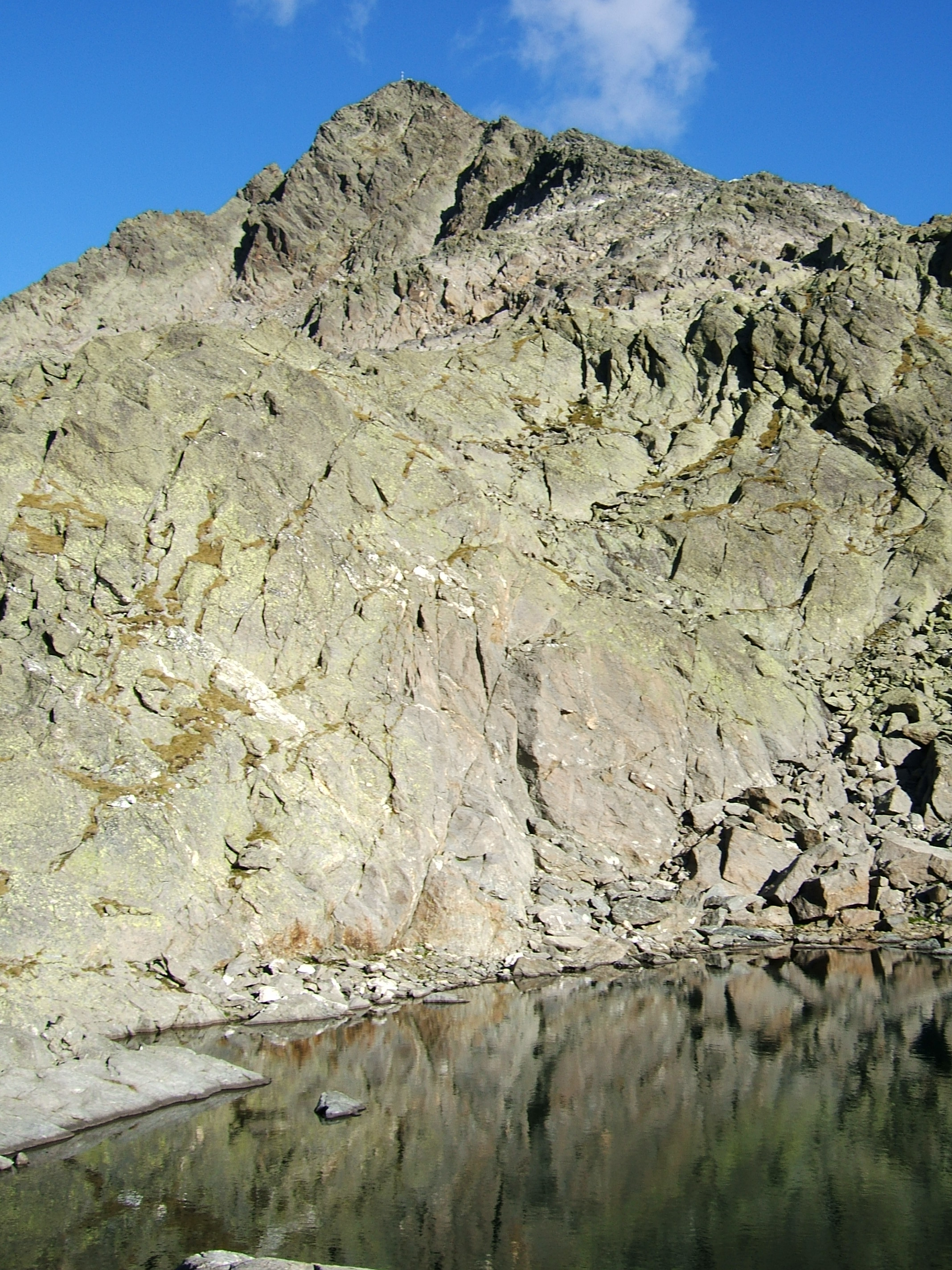
Keeskopf von Südosten, von der Niederen Gradenscharte, im Vordergrund der Eissee

## Anstieg
Der Normalanstieg führt ab einem gelben Wegweiser (ca. 200 m nordöstlich der Niederen Gradenscharte) zuerst nordwestwärts über Gletscherschliffe, dann durch steiler werdendes Felsgelände (Trittsicherheit erforderlich) auf dem Ostrücken bis zum Gipfel (Gehzeit ca. 0,75 Stunden vom Wegweiser). Dieser Normalanstieg ist bei schneefreien und trockenen Verhältnissen relativ einfach zu begehen. Allerdings ist der Anstieg auf dem Ostrücken nur mittels Steinmännchen markiert, die in diesem Gelände nicht immer leicht zu entdecken sind, insbesondere nicht bei schlechter Sicht. Darüber hinaus sind im unteren Bereich  auf diese Weise verschiedene Routen gekennzeichnet.
Die Abzweigung zum Gipfelanstieg (gelber Wegweiser ca. 2820 m) erreicht man entweder von der Adolf-Noßberger-Hütte (2488 m ü. A.) in ungefähr einer Stunde, oder von der Lienzer Hütte (1977 m ü. A.) über den Noßberger Weg und die Niedere Gradenscharte (2796 m ü. A.) in etwa 2½ Stunden.